# Zbigniew Andreasik

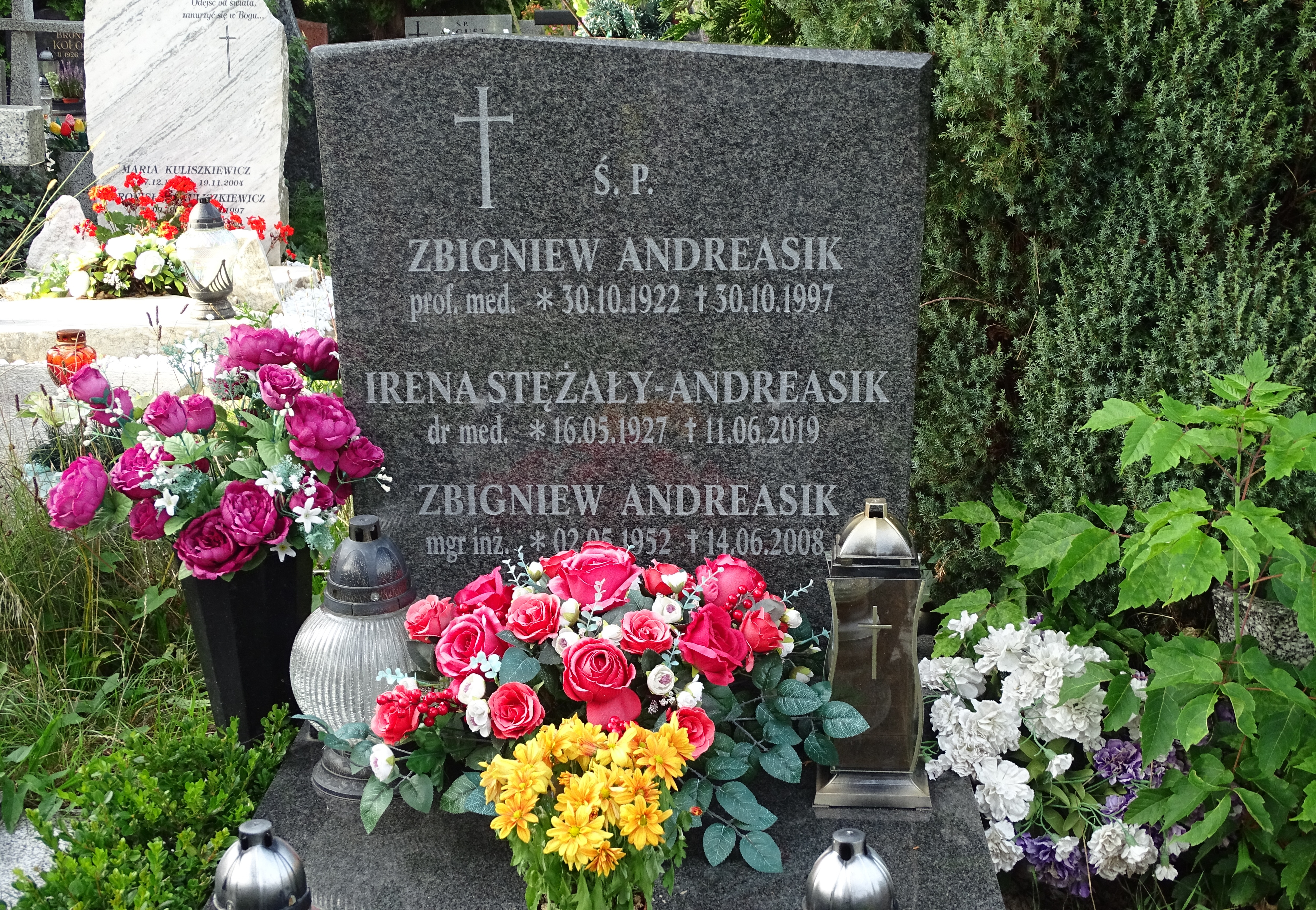
Grób prof. Andreasika na wrocławskim cmentarzu św. Rodziny

Zbigniew Andreasik (ur. 30 października 1922 we Lwowie, zm. 30 października 1997) – polski lekarz, profesor doktor habilitowany nauk medycznych.
Absolwent wrocławskiej Akademii Medycznej z 1950 r. Jeszcze na studiach, w 1949 r., zatrudniony został na macierzystej uczelni jako asystent, tamże obronił pracę doktorską w 1951 i habilitację w 1968, a w 1983 uzyskał tytuł profesora. Specjalizował się w badaniu i leczeniu chorób wewnętrznych. Napisał 150 publikacji.
Został uhonorowany Złotym Krzyżem Zasługi i Krzyżem Kawalerskim Orderu Odrodzenia Polski. 
Pochowany na cmentarzu św. Rodziny przy ul. Smętnej we Wrocławiu.